# Comuna Leleasca, Olt
Leleasca este o comună în județul Olt, Muntenia, România, formată din satele Afumați, Greerești, Leleasca (reședința), Mierlicești, Tonești, Tufaru și Urși.

## Primari
- Victor Boștinaru
- Ion Negreanu

## Demografie
Componența etnică a comunei Leleasca
     Români (88,56%)
     Alte etnii (11,44%)
Componența confesională a comunei Leleasca
     Ortodocși (88,31%)
     Alte religii (0,33%)
     Necunoscută (11,35%)
Conform recensământului efectuat în 2021, populația comunei Leleasca se ridică la 1.198 de locuitori, în scădere față de recensământul anterior din 2011, când fuseseră înregistrați 1.640 de locuitori. Majoritatea locuitorilor sunt români (88,56%). Din punct de vedere confesional, majoritatea locuitorilor sunt ortodocși (88,31%), iar pentru 11,35% nu se cunoaște apartenența confesională.

## Politică și administrație
Comuna Leleasca este administrată de un primar și un consiliu local compus din 9 consilieri. Primarul, Constantin Enache[*], de la Partidul Social Democrat, este în funcție din 1 noiembrie 2024. Începând cu alegerile locale din 2024, consiliul local are următoarea componență pe partide politice:
|  | Partid                          | Consilieri | Componența Consiliului | Componența Consiliului | Componența Consiliului | Componența Consiliului | Componența Consiliului |
|  | ------------------------------- | ---------- | ---------------------- | ---------------------- | ---------------------- | ---------------------- | ---------------------- |
|  | Partidul Social Democrat        | 5          |                        |                        |                        |                        |                        |
|  | Partidul Național Liberal       | 3          |                        |                        |                        |                        |                        |
|  | Alianța pentru Unirea Românilor | 1          |                        |                        |                        |                        |                        |